# Plethodon richmondi
Plethodon richmondi är en groddjursart som beskrevs av M. Graham Netting och Myron Budd Mittleman 1938. Plethodon richmondi ingår i släktet Plethodon och familjen lunglösa salamandrar. IUCN kategoriserar arten globalt som livskraftig. Inga underarter finns listade i Catalogue of Life.